# Bactrocera diaphora
Bactrocera diaphora är en tvåvingeart som först beskrevs av Friedrich Georg Hendel 1915.  Bactrocera diaphora ingår i släktet Bactrocera och familjen borrflugor. Inga underarter finns listade.